# Fidlovačka aneb Žádný hněv a žádná rvačka
Fidlovačka aneb Žádný hněv a žádná rvačka je divadelní hra Josefa Kajetána Tyla. Poprvé byla uvedena 21. prosince 1834 ve Stavovském divadle. Knižně byla vydána v roce 1877. Poslední zpracování hry bylo napsáno Helenou Šimáčkovou. Ve hře se objevuje píseň Kde domov můj, která se později stala českou hymnou. Ve hře ji zpívá slepý houslista Mareš. Píseň složil František Škroup, slova napsal Josef Kajetán Tyl.
Fidlovačka byla oblíbená jarní slavnost pražských ševců, která se každoročně konala ve středu po Velikonocích v Nuselském údolí u Botiče v Praze Nuslích. Její název byl odvozen od ševcovského nástroje zvaného fidlovačka, který ševci používali k hlazení (neboli fidlování) kůže při výrobě obuvi. Symbol této slavnosti představovala břízka ozdobená věncem z jarních květů, stuhami a malovanými kraslicemi. Na vrcholku břízy byla připevněna ševcovská fidlovačka.

## Děj

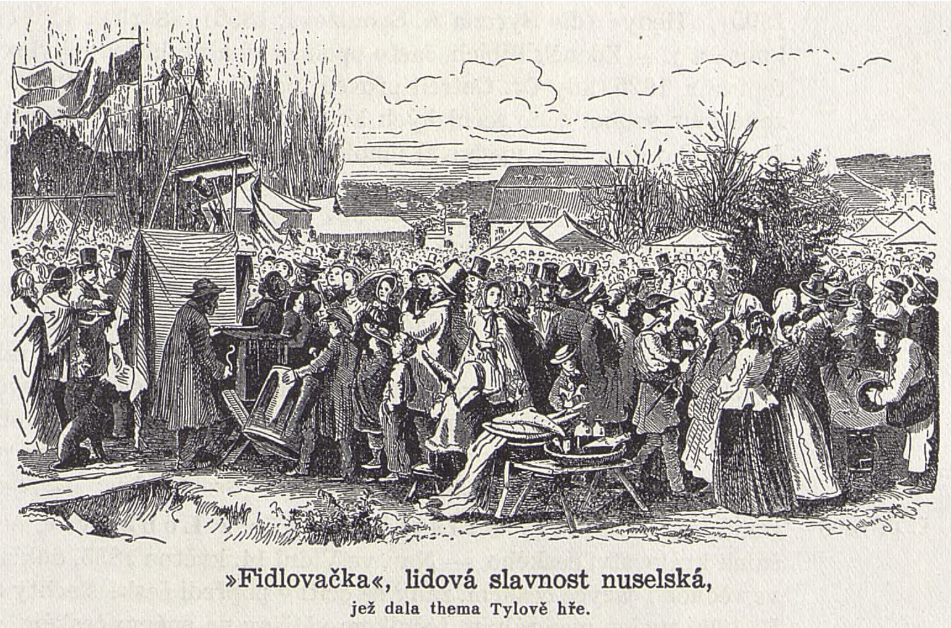
Lidová slavnost Fidlovačka v Nuslích

Obchodnice se sádlem Mastílková se stará o neteř Lidušku, kterou miluje mlynářský chasník Jeník. Ten je synem ševce Kroutila, souseda paní Mastílkové. Lásce mladých lidí není nakloněn ani jeden z opatrovníků. Kroutil je vlastenec, zatímco Mastílková se pohybuje mezi Němci a do své češtiny míchá komickou němčinu.
U Mastílkové se sejde „vznešená“ společnost a té je Liduška představena jako nevěsta malého koktavého barona Dudka, který téměř neumí česky. Když je zábava v nejlepším, přijde Jeník a požádá o Liduščinu ruku. Je odmítnut a odchází.

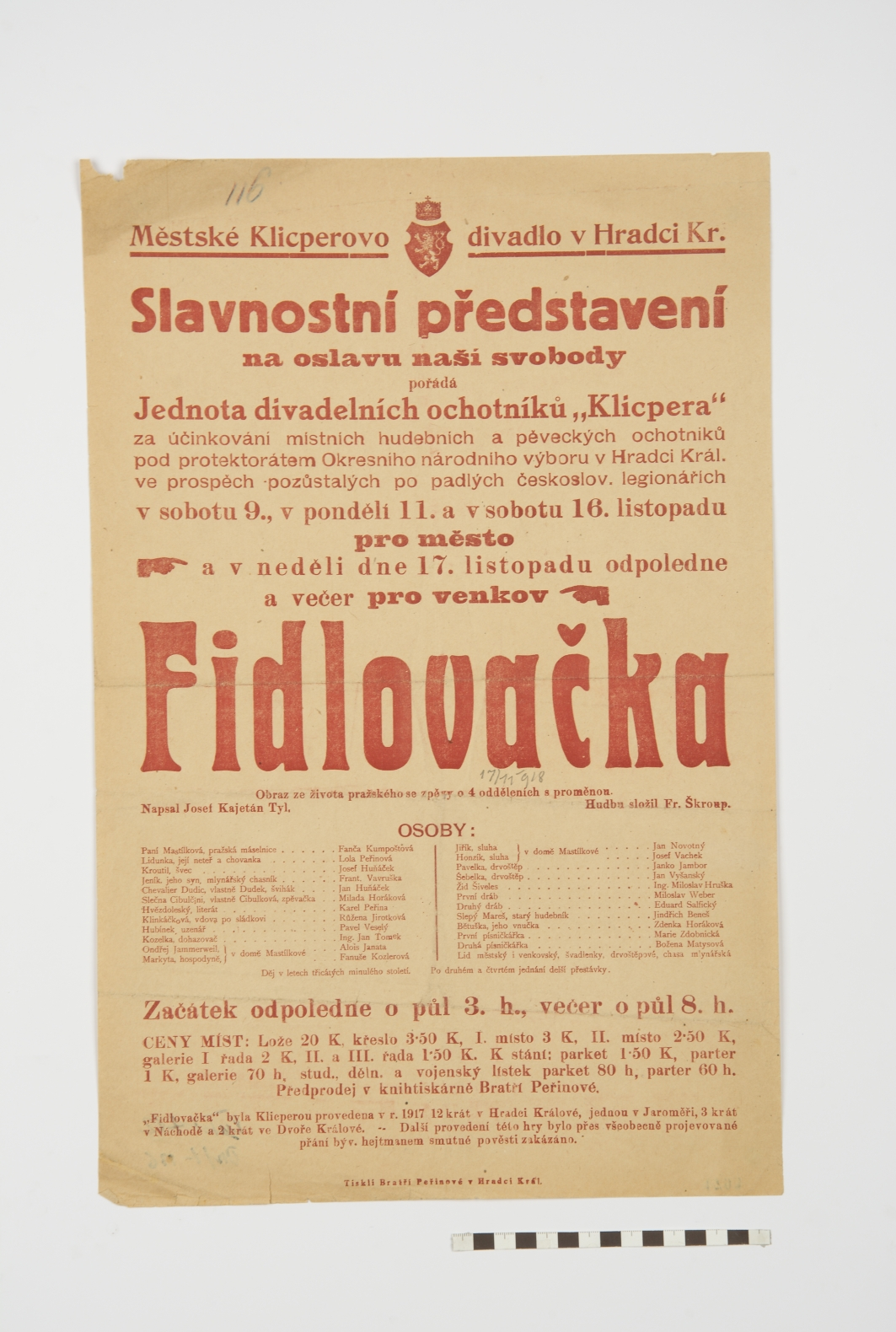
Plakát ke slavnostnímu představení v Klicperově divadle v Hradci Králové

Žid Šiveles se syny vymáhá od Dudka dluh. Naštěstí jde kolem kuchařka paní Mastílkové a Dudek od ní vyláká peníze a náramek, které židovi odevzdá. Schází se více lidí a Jeníkovi se podaří promluvit s Liduškou. Dohazovač Kozelka se dozví o Dudkově lásce ke kuchařce, což popudí jejího nápadníka Ondřeje.
Kuchařka má schůzku s baronem, ale místo něho najde Ondřeje a omylem ho políbí. Když ho pozná, uteče. Přichází opilý dráb a chce se s Ondřejem líbat, ale naštěstí právě v tu chvíli přichází Mastílková se dvěma sluhy a Kozelkou. Ondřej jí vše řekne a Mastílková se rozhodne, že Lidušce najde jiného ženicha.
Slaví se fidlovačka na Nuselské louce. Kroutil přichází s Jeníkem a Kozelkou na pouť a slepý houslista Mareš zpívá Kde domov můj?. Přijde i Mastílková s Liduškou. Kuchařka zahlédne barona a táhne ho pryč, Ondřej ale způsobí poplach a Dudek je zatčen. Poté se Ondřej s kuchařkou usmíří. V zahradním hostinci Kravín čeká Jeníkův otec Kroutil. Všichni se u něj sejdou a domluví se svatba.
Šťastně dopadne i Ondřej, který všem s jásotem oznámí, že si do tří týdnů bude brát kuchařku Markytu. Hra končí Kroutilovou pobídkou, aby se Češi hodně ženili, měli hodně dětí a vychovali z nich hodné a upřímné Čechy, děti české vlasti a všichni se dají do tance.

### Písně
Hra je provázena písněmi v češtině i němčině. Např. druhé jednání je uvedeno ironickou písní o lásce začínající slovy „Slyšte junci! Nekoukejte po holkách...“, čtvrté jednání je uvedeno sborem „Fidlo – Fidlo – Fidlovačka...“ a v úvodu jeho druhé části zazpívá sbor píseň „Kde je sládek, tam je mládek“. Německé texty zpívá Ondřej s Markytou. Hru proslavila píseň slepého Mareše „Kde domov můj?“. 